# Phaeolus amazonicus
Phaeolus amazonicus är en svampart som beskrevs av De Jesus & Ryvarden 2010. Phaeolus amazonicus ingår i släktet Phaeolus och familjen Fomitopsidaceae.   Inga underarter finns listade i Catalogue of Life.